# Lista Nowozelandczyków w polskiej lidze żużlowej
Zawodnicy z Nowej Zelandii w lidze żużlowej w Polsce
Uwaga! Niektórzy z zawodników mimo podpisanych umów nie wystąpili w żadnym oficjalnym meczu ligowym swoich drużyn.
(nazwiska w kolejności alfabetycznej)
| Nazwisko               | Klub                      | Rok  |
| ---------------------- | ------------------------- | ---- |
| Tony Briggs, ur. 1962  | Wybrzeże Gdańsk           | 1991 |
|                        |                           |      |
| Mitch Shirra, ur. 1958 | Unia Tarnów               | 1991 |
| Mitch Shirra, ur. 1958 | Victoria Rolnicki Machowa | 1992 |